# Poa maniototo
Poa maniototo là một loài thực vật có hoa trong họ Hòa thảo. Loài này được Petrie miêu tả khoa học đầu tiên năm 1889 publ. 1890.